# Chen Wei-ling
Chen Wei-ling (chiń. upr. 陈苇绫; chiń. trad. 陳葦綾; pinyin Chén Wěilíng; ur. 4 stycznia 1982 w Tainanie) – tajwańska sztangistka, mistrzyni olimpijska i brązowa medalistka mistrzostw świata. 

## Kariera
W 2008 roku wystartowała na igrzyskach olimpijskich w Pekinie, gdzie zdobyła brązowy medal w kategorii do 48 kg. Jednak w 2016 roku za doping zdyskwalifikowane zostały Chinka Chen Xiexia (1. miejsce) oraz Turczynka Sibel Özkan (2. miejsce), a złoty medal przyznano reprezentantce Chińskiego Tajpej. Na rozgrywanych rok później mistrzostwach świata w Goyang zdobyła brązowy medal w tej samej kategorii wagowej. Pierwotnie była czwarta, medal otrzymała po dyskwalifikacji Turczynki Nurcan Taylan. Podczas igrzysk olimpijskich w Rio de Janeiro w 2016 roku zajęła siódme miejsce. Brała też udział w igrzyskach olimpijskich w Atenach w 2004 roku, gdzie rywalizację ukończyła na jedenastej pozycji.
Na World Games 2017 wzięła udział w trójboju siłowym w wadze lekkiej, zdobywając brązowy medal. Jej dorobek medalowy uzupełnia też brązowy medal igrzysk azjatyckich, który zdobyła w 2010 roku.